# 98 до н. е.

## Народились
- Публій Нігідій Фігул — філософ, вчений, політик та письменник пізньої Римської республіки.
- Теренція Варрона — громадська та політична діячка пізньої Римської республіки.
- Корнелія Цінна — аристократка, давньоримська матрона, дружина диктатора Гая Юлія Цезаря.

## Померли
- Імператор Кайка — 9-й Імператор Японії (158—98 до н. е.), синтоїстське божество, легендарний монарх.